# Parafia św. Ottona w Szczecinie
Parafia pod wezwaniem Świętego Ottona w Szczecinie – parafia rzymskokatolicka należąca do dekanatu Szczecin-Pogodno, archidiecezji szczecińsko-kamieńskiej, metropolii szczecińsko-kamieńskiej. Została erygowana w 1985 r. Siedziba parafii mieści się w Szczecinie przy ulicy plac św. Ottona.